# 은색고산밭쥐
은색고산밭쥐(Alticola argentatus)는 비단털쥐과에 속하는 설치류의 일종이다. 구별되는 특징은 은색 및 회색 털과 긴 콧털, 뿌리가 없는 장관치 어금니, 모가 난 두개골 형태 등이다. 유라시아 스텝 지대 생태 지역 대부분의 포유류와 마찬가지로 고지대의 생활에 잘 적응하며, 북동부의 축치반도부터 서부의 쿠기탕 산맥, 남쪽의 티벳과 히말라야 산맥까지의 중앙아시아와 북아시아 산악 지대에서 발견될 수 있다.